# Turismo Carretera
El Turismo Carretera, también conocido TC, es un campeonato argentino de automovilismo, especializado para automóviles de turismo. Es considerado como la categoría más importante de automovilismo en el país, fue creada en 1937, bajo el nombre de Campeonato Argentino de Velocidad (adoptando el nombre en 1939) por el Automóvil Club Argentino.
En 2009 entró al Libro Guinness de los récords por ser el campeonato de automovilismo más antiguo en vigencia del mundo.
Su nombre deriva de la conjunción del término con el que se denomina a los tipos de automóviles utilizados para la competición (automóviles de turismo) y de los primitivos escenarios en los que las carreras se desarrollaban en sus comienzos (carreteras, rutas y caminos). En sus comienzos las competencias se realizaban en rutas y caminos, por lo general de tierra, pero luego de numerosos siniestros se suspendió esta práctica en la década de 1990 y actualmente se realiza únicamente en autódromos. En algunos casos también se la denomina Turismo de Carretera, aunque usualmente se suprime el nexo de.
A lo largo de su historia, esta categoría empleó diferentes tipos de automóviles para desarrollar sus competencias, comenzando por los primeros turismos de los años 1930, pasando por los sport prototipos de los años 1960-70 y llegando a los compactos en los años setenta en adelante. Al mismo tiempo, la diversidad tecnológica permitiría inicialmente el uso de unidades equipadas con impulsores que variaban desde poderosos motores V8 hasta los cuatro cilindros lineales. Esta diversidad de marcas, modelos y motores iría disminuyendo con el paso del tiempo y el armado de nuevos reglamentos técnicos hasta mediados de la década de 1970, en el que a partir de ese momento cuatro fueron las marcas y modelos que comenzaron a quedar definidos para esta categoría, siendo estos los Chevrolet Chevy, Dodge GTX, Ford Falcon e IKA Torino, todos equipados con impulsores de seis cilindros en línea con un tope de cilindrada de tres litros (o sea 3000 cm³). A la par de estas cuatro marcas, otras de diferente procedencia también participaron, siendo Toyota la última en incorporarse de manera regular, desde 2022, con su modelo Camry XV70.
Los vehículos utilizados son siluetas de los modelos mencionados, y a partir del año 2015, los prototipos son equipados con nuevos impulsores de seis cilindros en línea desarrollados por los preparadores Oreste Berta y Jorge Pedersoli, con 24 válvulas a la cabeza y 3100 cm³ de cilindrada máxima, capaces de erogar 470 HP de potencia y entre 8800 y 9200 revoluciones por minuto (dependiendo del motor de cada marca).
Los pilotos con más títulos en el Turismo Carretera son Juan Gálvez con nueve, Guillermo Ortelli con siete, Juan María Traverso con seis, Oscar Alfredo Gálvez con cinco, y Dante Emiliozzi, Héctor Luis Gradassi y Agustín Canapino con cuatro.
Su fiscalización está a cargo de la Asociación Corredores de Turismo Carretera, entidad que inicialmente fue fundada como órgano sindical para los pilotos ante la primitiva entidad fiscalizadora del Automóvil Club Argentino y que tras un conflicto interno dentro de este último organismo, desde 1979 se erigió como entidad fiscalizadora de competencias. Además del TC, esta entidad es responsable de la fiscalización de las divisiones inferiores TC Pista, TC Mouras y TC Pista Mouras, como así también de las categorías TC Pick Up y TC Pista Pick Up, especializadas para camionetas, entre otras categorías de turismos y monoplazas.

## Formato de fin de semana
En el Turismo Carretera moderno existen en cada temporada las llamadas carreras normales y carreras especiales.
Las carreras normales tienen un formato de una clasificación y cuatro carreras por fin de semana, siendo tres de estas carreras clasificatorias en las que la parrilla se divide en tres. Estas carreras, llamadas en Argentina series, se forman con el resultado de la clasificación del sábado. El domingo por la mañana, el piloto en la pole position ocupa el primer lugar en la serie 1, el segundo en la clasificación ocupa el primer lugar en la serie 2 y el tercero en la serie 3. El cuarto en la clasificación ocupa el segundo lugar en la serie 1 y así sucesivamente hasta dividir toda la parrilla en tres.
Cada serie tiene cinco vueltas y define las posiciones de la parrilla para la carrera principal (la «final») de generalmente 25 vueltas que se celebra después del mediodía. El ganador de la serie más rápida ocupa el primer lugar en la final, el ganador de la segunda serie más rápida ocupa el segundo lugar y el ganador de la serie más lenta ocupa el tercer lugar. Los segundos de cada serie se ordenan en función de quién de ellos marcó el mejor tiempo total en su respectiva serie, luego los terceros de cada serie y así sucesivamente.
Además, las carreras especiales son hasta cuatro por temporada y se llevan a cabo en la temporada regular. En 2023 se realizaron tres: uno con repostaje obligatorio en La Pampa, la Carrera de los Millones en Rafaela con premio monetario especial para el ganador y el Desafío de las Estrellas en Villicum, que tiene paradas obligatorias para cambiar un neumático y repostar y una parrilla definida por sorteo. Al mismo tiempo, existe un Torneo de Carreras Especiales que le da al ganador la oportunidad de clasificarse al playoff si no se ha clasificado mediante el campeonato de la temporada regular.

## Duelo de marcas

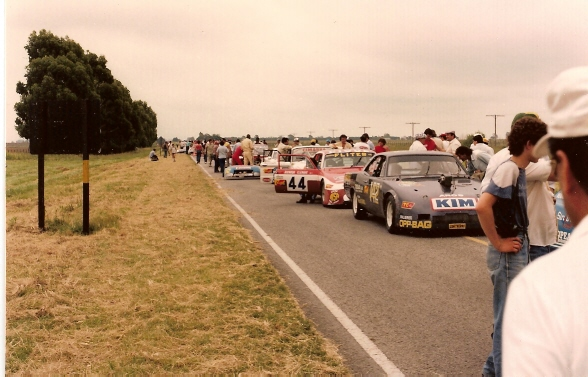
Largada del último Gran Premio de TC, organizado en La Pampa en diciembre de 1986.

La pasión del público argentino por el automovilismo y en especial por el TC, le ha dado mucha importancia al duelo de marcas dentro de la categoría. En el año que se creó el Turismo Carretera, hubo diferentes marcas que tomaron partido en las primeras carreras. Con el paso del tiempo, solo cuatro de ellas lograron perdurar, y hasta hoy en día siguen despertando la pasión por el Turismo Carretera. El número de marcas participantes varió debido a diversas cuestiones, siendo el año 1981 el último en el que hubo más de cuatro marcas y modelos. Sin embargo, en 2022 y luego de 41 años, una nueva marca se incorporó volviendo a elevar el número de marcas participantes a cinco. Las marcas participantes desde 2022 son:
- Ford: Es la marca más ganadora en el TC. Obtuvo 46 títulos desde 1937, siendo los dos primeros correspondientes al Campeonato Argentino de Velocidad y los siguientes 42 ya con la denominación Turismo Carretera. Sus títulos los obtuvo con los modelos Ford V8 en la era de las cupé de carretera y Ford Falcon en la era de los automóviles compactos de serie. La particularidad de esta marca, es que fue la única en presentar modelos con motores V8, además de tener a sus dos modelos posicionados al tope del historial por su gran cantidad de títulos. Tras la presentación en 2022 del modelo Toyota Camry XV70, se planteó en el seno de la comisión directiva de ACTC, impulsar una renovación y modernización del parque automotor del Turismo Carretera, implementando modelos de concepción moderna, manteniendo las marcas que desde la década de 1970 marcaron tradición en la categoría. De esta forma, a fines de 2023 fue presentado para competir en el TC a partir de 2024, el modelo Ford Mustang Mach I de sexta generación, marcando un nuevo hito en la historia de la categoría.[12]

- Chevrolet: Es la segunda marca más campeona del TC. Esta marca tuvo, y tiene, mucha competencia con la marca Ford. En total, ha ganado 22 campeonatos. Una curiosidad de esta marca, fue el de haber sido la única en obtener por lo menos un título en las tres eras del TC: La de las antiguas cupé de Carretera (1940, 1941 y 1966), la de los Sport Prototipos (1968) y la de los automóviles compactos de serie (18 lauros con la cupé Chevy). Tras la homogeneización del reglamento técnico y deportivo del TC en 1972, el Chevy fue el modelo representativo de la marca a lo largo de los años siguientes, sin embargo, la aparición en 2022 de la marca Toyota y la puesta en pista del modelo Camry de concepción moderna con relación a los modelos tradicionales del TC, puso en relieve la renovación y modernización del parque automotor del TC, propuestas que fueron aprobadas a finales del año 2023. En este sentido, para la marca Chevrolet fue presentado como nuevo modelo representativo, el Chevrolet Camaro ZL1.[12]

- Dodge: A través de los años ha ganado 10 campeonatos en TC, los cuales obtuvo con el mismo modelo, pero en diferentes épocas y con diferente motorización. La mayoría de ellos los obtuvo durante la década del '80, con el modelo Dodge GTX motorizado con impulsores Slant-Six de 3800 cc. Mientras que sus títulos más recientes los obtuvo en las temporadas 2003 y 2006 con los Dodge Cherokee, la versión evolucionada del Dodge GTX con impulsores de Jeep Cherokee. Si bien sus logros más importantes y sus páginas de protagonismo tuvieron lugar a partir de los años 1980, Dodge tiene el honor de haber sido la segunda marca en ganar una competencia en la historia del Turismo Carretera.[13] Tras la homogeneización de los reglamentos técnicos y deportivos del TC, el modelo representativo de Dodge pasó a ser la coupé Dodge GTX, la cual como se había mencionado anteriormente, en 1995 recibió su actualización más importante, al ser sustituido su motor original Slant Six, por un impulsor de origen Jeep Cherokee, por lo que comenzó a ser conocido como Dodge Cherokee. Con ambas evoluciones, Dodge obtuvo el total de sus títulos de TC con este modelo. Sin embargo, tras plantearse la idea de renovación y actualización del parque automotor, como consecuencia de la aparición en 2022 del modelo Toyota Camry XV70, a fines de 2023 se aprobó dicho plan, siendo elegido como modelo sustituto del Dodge GTX, el Dodge Challenger SRT Hellcat, iniciándose una nueva etapa en la vida de esta marca.[12]

- Torino: Ganó seis campeonatos en TC, sin embargo su nomenclatura en realidad no es la marca del coche, sino el nombre de un modelo de IKA-Renault, producido en serie desde 1966 hasta 1981, y basado en la mecánica del Rambler American de tercera generación (pos 1964) producido por American Motors (AMC). Tras sus títulos obtenidos, su motor Tornado (de configuración SOHC) fue objeto de varias penalidades que casi llevan al modelo a su extinción en la categoría, llegando a probarse a modo experimental una tapa de cilindros formada a partir de dos tapas de motor del modelo Renault 18. Finalmente, en 1995 se convirtió en la primera marca en homologar el uso del motor AMC XJ (también conocido como Cherokee) en reemplazo de su motor original, dando origen al prototipo Torino Cherokee. Al igual que todo el parque automotor de la categoría, a partir de 2015 evolucionó pasando a equipar impulsores SOHC desarrollados por ACTC, con el cual en 2022 la marca obtuvo su sexto título en la historia, de la mano de José Manuel Urcera, poniendo fin a una sequía de 51 años sin campeonatos.[14] Sin embargo, tras plantearse dentro de la Comisión Directiva de ACTC la necesidad de renovar y modernizar el parque automotor del TC, como consecuencia de la aparición del Toyota Camry en 2022, desde ACTC se propuso buscar la forma de crear un automóvil que además de servir de sustituto del modelo Torino Cherokee, sirva como continuador del legado de dicha marca, atento a que tras la finalización de la producción del IKA Torino en 1982, desde su casa matriz nunca se puso en producción un coche sustituto. Por tal motivo, ACTC lanzó un concurso a mediados de 2023, en el que se convocaron a diferentes diseñadores y arquitectos automotrices para presentar un "nuevo diseño" para el Torino,[15] cuya elección fue puesta a criterio y voluntad del público.[16] El diseño ganador, fue autoría de los diseñadores José Alegre y Francisco Russo, pertenecientes al estudio de diseño Division Creative Lab.[17] Sin embargo, la inviabilidad de producción del modelo en cuanto al diseño de algunos de sus componentes, provocó que el producto final sea revisado y rehecho por parte de los Ingenieros Maximiliano Juárez y Gabriel Mazzei, llegando finalmente a recurrir al uso de un techo perteneciente al modelo Toyota Corolla E210 para poder llevar a la realidad al nuevo Torino.[18][19] Finalmente, el nuevo Torino NG terminó siendo presentado el 20 de febrero de 2024, logrando ser preparado para ser puesto en pista en la primera fecha de la temporada 2024.[20]

- Toyota: La más nueva de las marcas participantes, ingresó a la categoría en 2022, poniendo en pista a su modelo Toyota Camry XV70. La confirmación de su participación generó controversia por el hecho de su irrupción en una categoría "reservada" para las otras cuatro marcas y por ingresar con un automóvil con un diseño del siglo XXI, para enfrentar a los demás modelos con diseños que datan de los años 1960, generando a su vez rechazo por parte de la mayoría de los aficionados a la categoría.[21] Esta marca ingresó en la historia de la categoría, al convertirse en la sexta marca en obtener una victoria final en una competencia de TC, al adjudicarse Matías Rossi la competencia corrida en el Circuito San Juan Villicum, el 23 de julio de 2023.

### Marcas y modelos desde 1966 a 2023

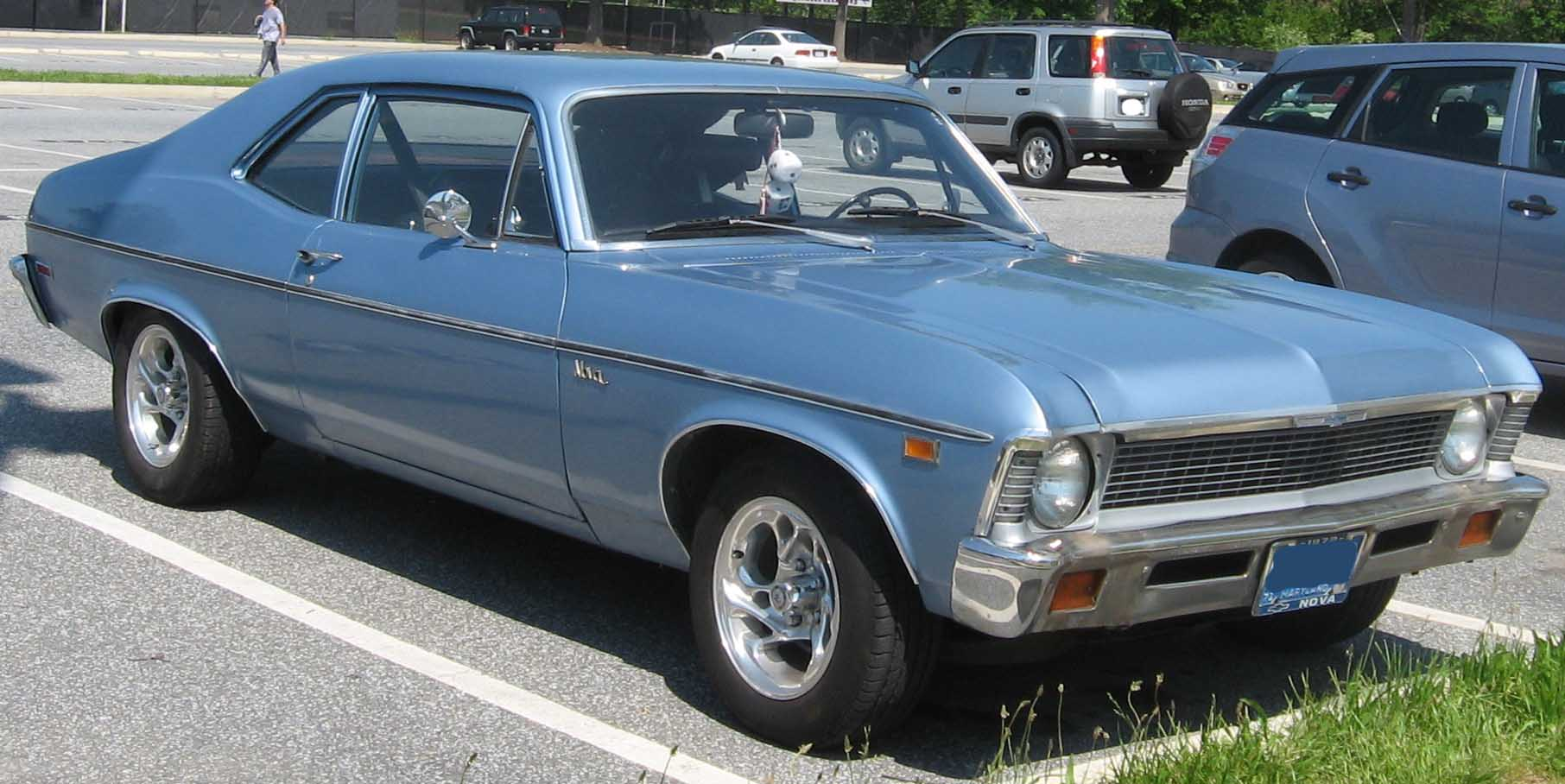
Chevrolet Chevy.
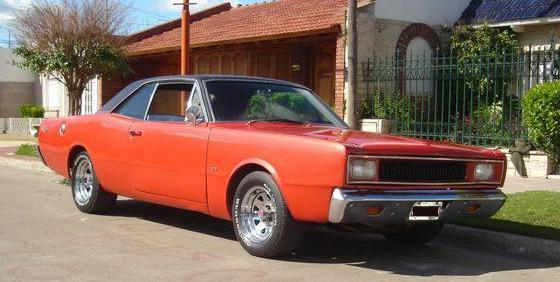
Dodge GTX.
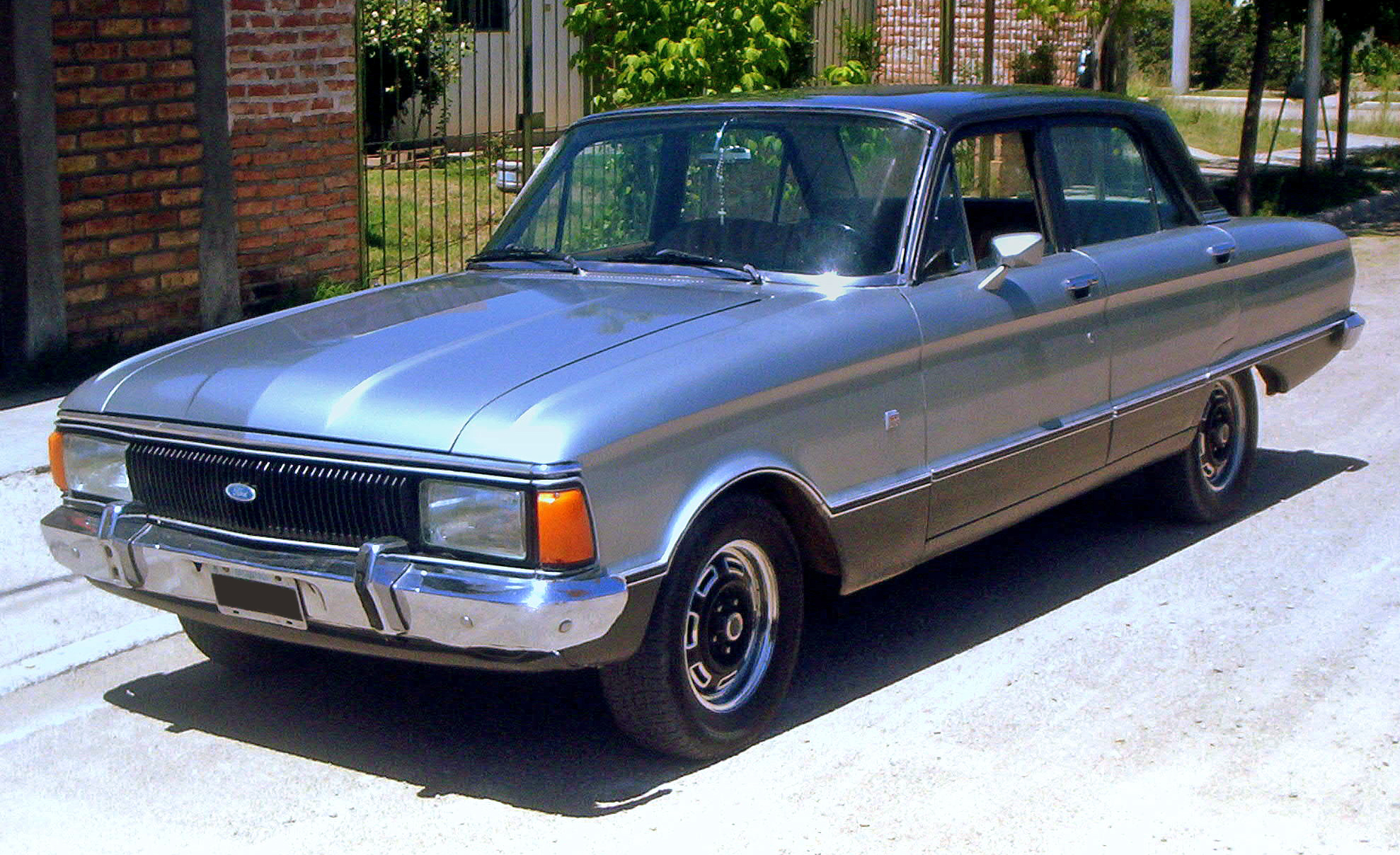
Ford Falcon.
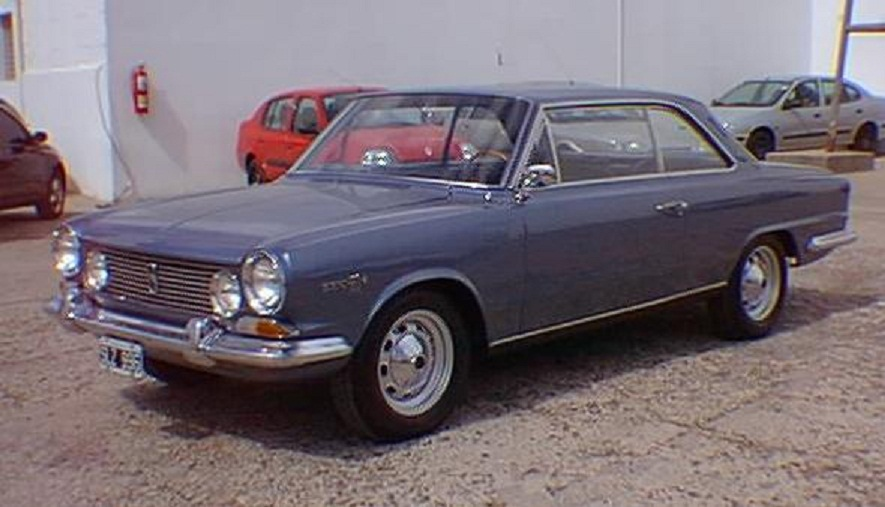
IKA Torino.
Toyota Camry XV70

### Marcas y modelos desde 2024

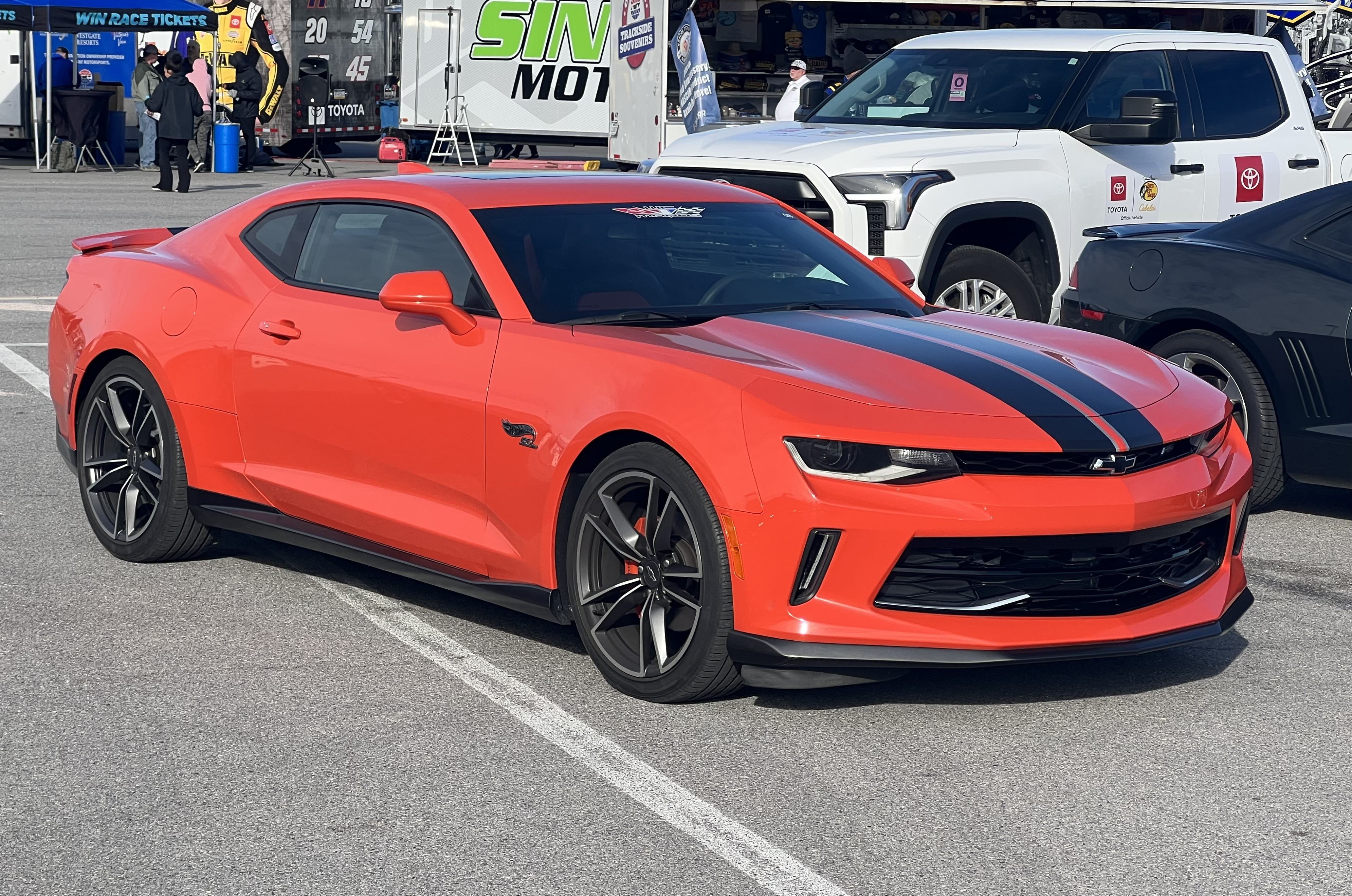
Chevrolet Camaro ZL1
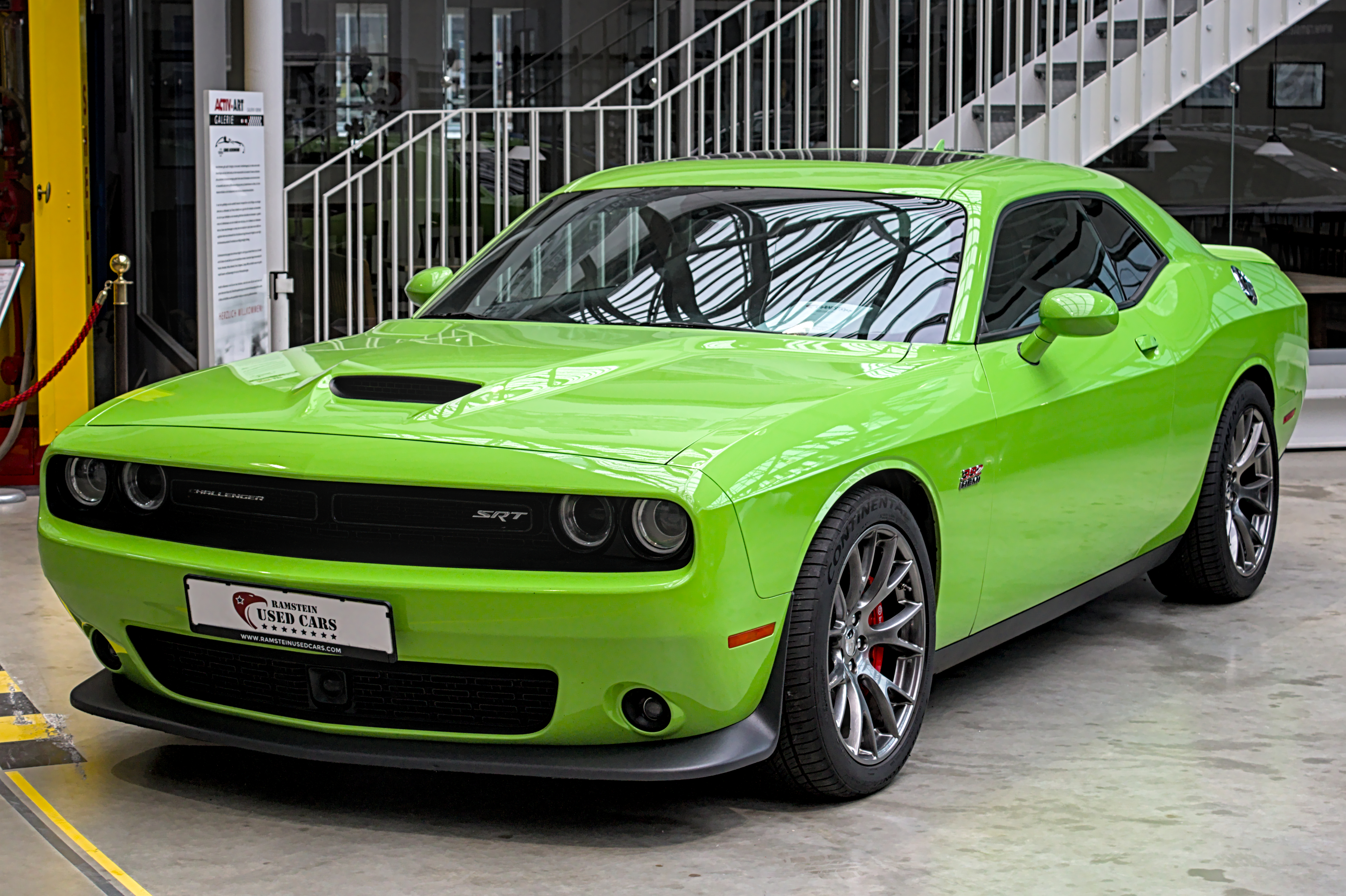
Dodge Challenger SRT Hellcat
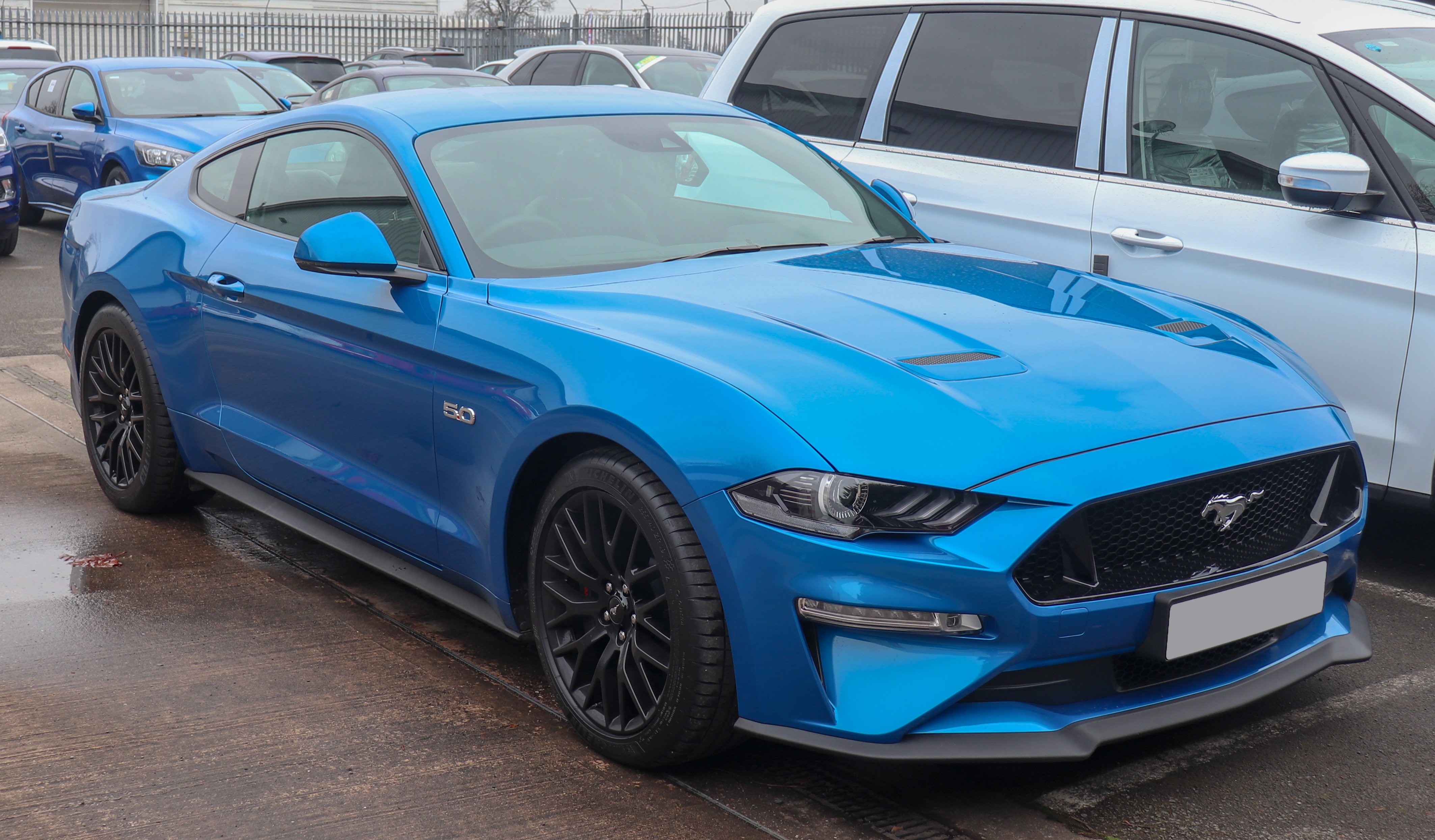
Ford Mustang Mach 1
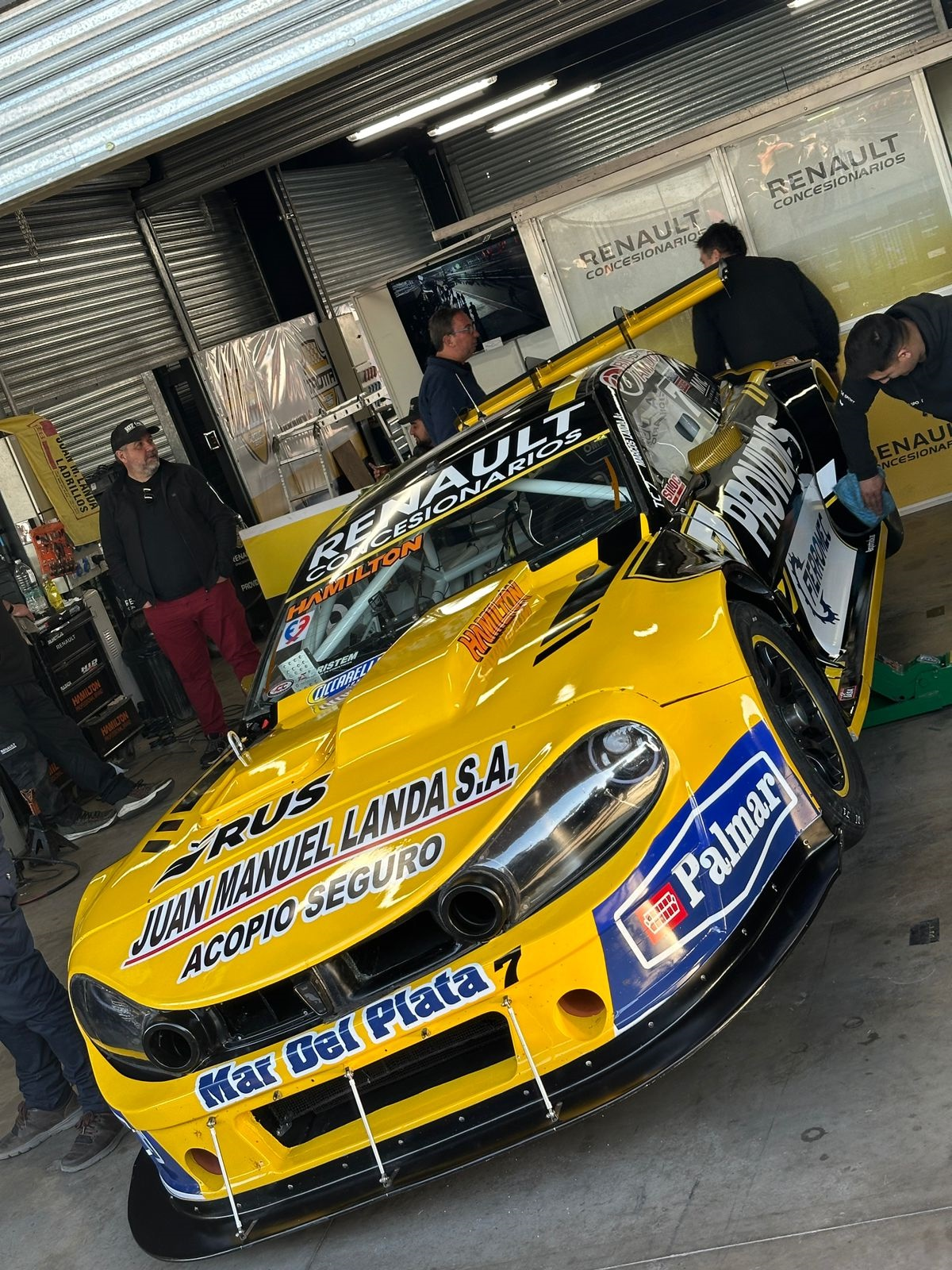
Torino NG
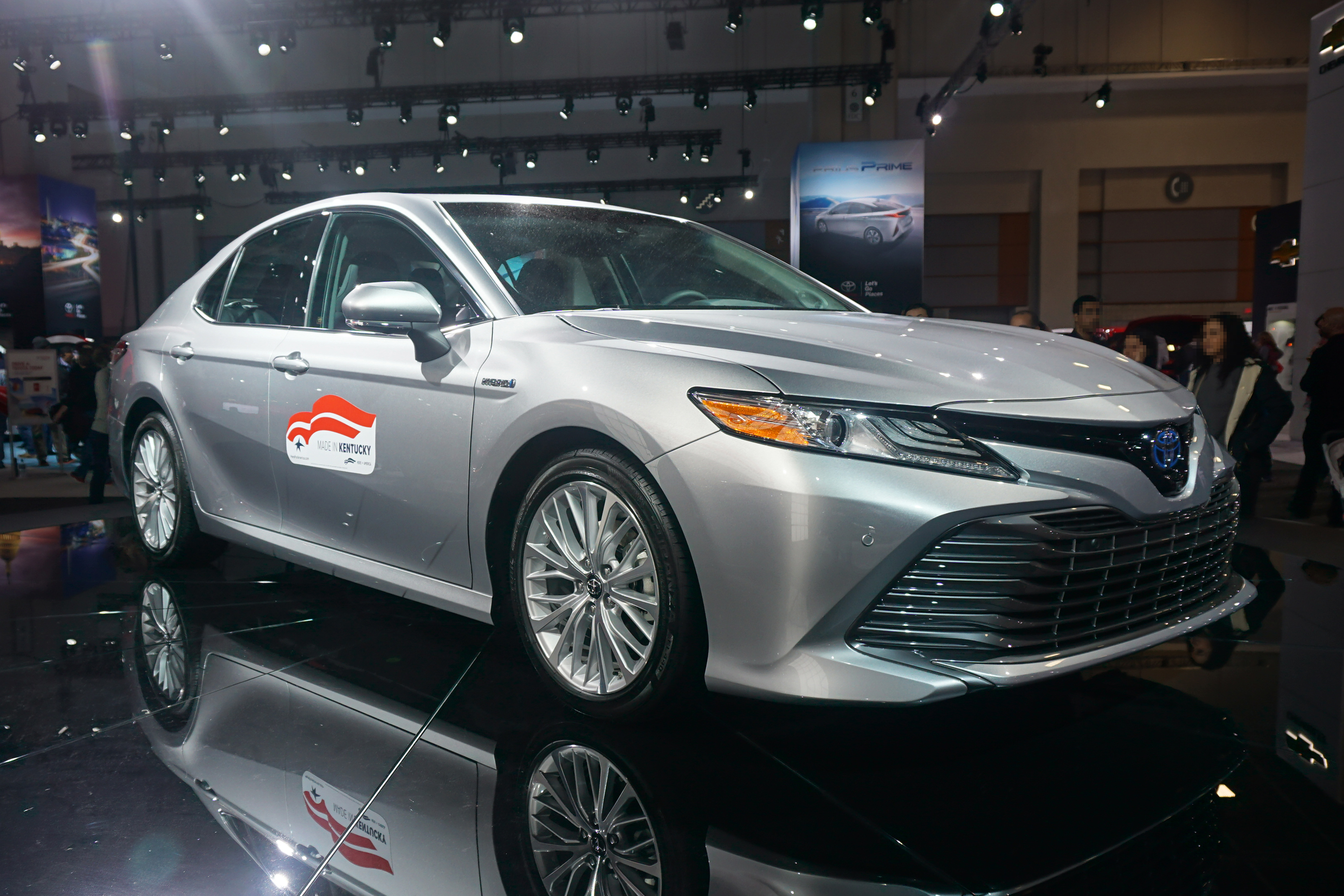
Toyota Camry XV70

### Otras marcas y modelos

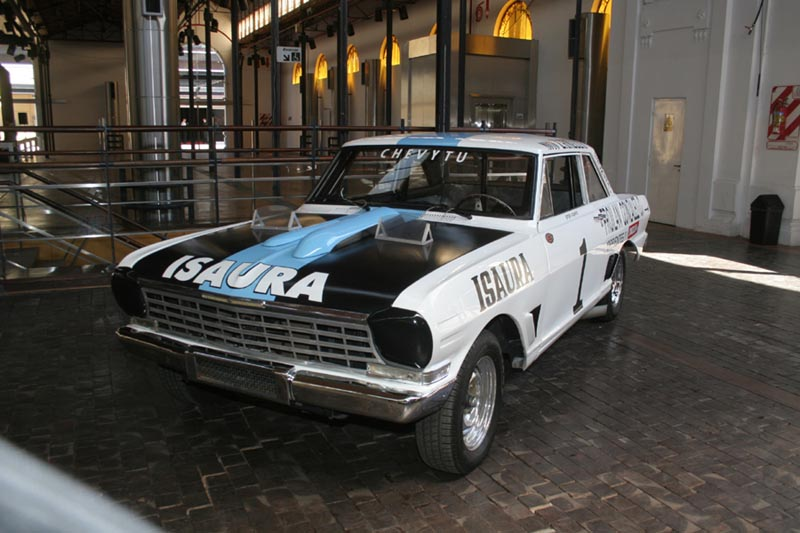
Chevitú, subcampeón 1965 de TC con Jorge Cupeiro al volante.

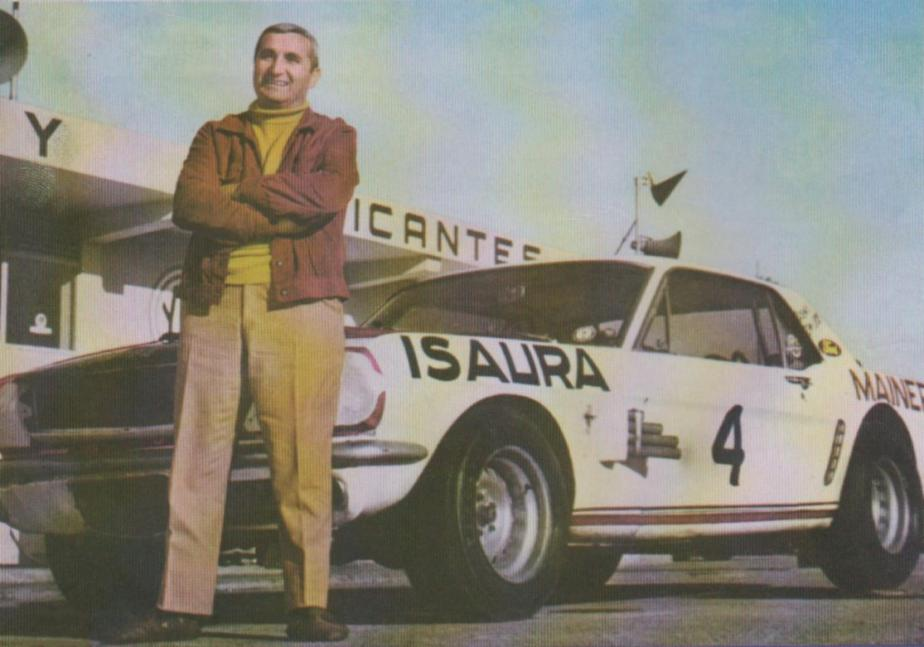
Mustang de Óscar Cabalén.

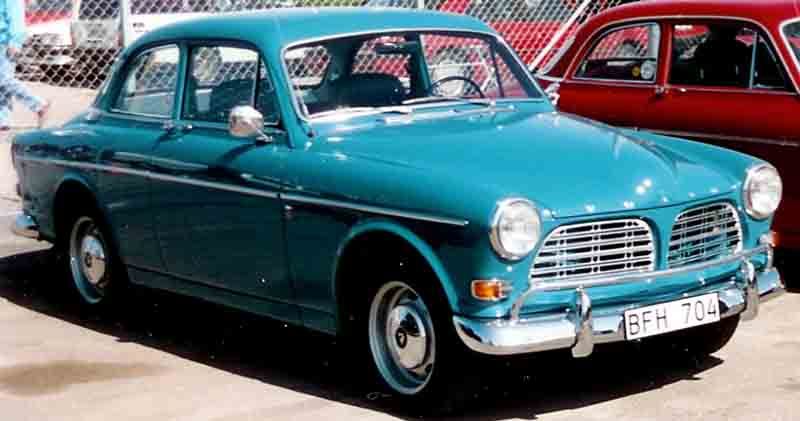
Volvo Amazon. Obtuvo una única victoria con Carlos Pairetti al volante.

Con el ingreso de Toyota a partir del año 2022, 47 han sido las marcas que participaron dentro del Turismo Carretera, algunas con más éxito que las otras. Además de las 4 marcas clásicas, otras que tuvieron éxito han sido Mercedes-Benz (subcampeona en 1937), Volvo (primera marca en obtener una victoria, fuera de las 4 tradicionales) y Fiat (subió al podio en el GP de la Montaña de 1972, en tercer lugar). Estas son algunas de esas marcas y sus respectivos modelos que participaron:
- Chevrolet: Además del Chevy, Chevrolet también incursionó en la categoría con otros modelos a saber:
  - Chevrolet Master Cupé: Fue un modelo producido por General Motors entre las décadas del 30 y 40. Chevrolet obtuvo su primera victoria en el GP Internacional del Norte de la temporada 1940 siendo pilotada por Juan Manuel Fangio, quien le dio los dos primeros títulos a la marca en la mencionada temporada 1940 y en la de 1941.[22]
  - Chevrolet 400: Este modelo que fue lanzado en 1962, fue el primer compacto de producción nacional de la marca Chevrolet en participar en el TC. Sin embargo, sus bajos niveles de producción deportiva fueron los motivos que llevaron a su reemplazo paulatino por el modelo Chevy.
  - Chevitú: Este automóvil fue el primer coche compacto en competir en el TC y fue una adaptación realizada en Argentina sobre la base de un modelo Chevy II Nova estadounidense. El coche que sirvió de base para este automóvil, fue importado desde Estados Unidos por el expiloto de Fórmula 1, José Froilán González y fue adaptado por los preparadores Aldo y Reynaldo Bellavigna, quienes le adaptaron un impulsor de 6 cilindros de producción nacional. Estéticamente, era similar al Chevrolet 400, pero con carrocería de dos puertas. Como principal galardón, este coche obtuvo el subcampeonato del año 1965, con Jorge Cupeiro al volante.[5]
- Ford: Además del Falcon, Ford supo presentar en pista otros modelos a saber:
  - Ford Fairlane: Este modelo presentado en 1969, originalmente estaba equipado con un impulsor V8 que superaba ampliamente los cánones de cilindrada establecidos desde 1970 para el TC. Sin embargo y tras varios intentos, en 1988 tuvo su primera aparición en la categoría siendo presentado por el equipo Sosa Competición, teniendo como pilotos a Norberto Bressano y Esteban Fernandino, acompañados de preparadores de la talla del Ingeniero Ricardo Joseph y de Emilio Forlano. Finalmente y favorecido por una revisión reglamentaria que benefició a los modelos de las marcas Ford y Chevrolet, en 1989 el piloto Óscar Angeletti se presentó con un Fairlane equipado con motor de 6 cilindros, obteniendo el subcampeonato gracias a cuatro victorias y una importante performance demostrada. Sin embargo, la superioridad demostrada por este modelo fue blanco de objeciones que determinaron su prohibición a partir del año 1990, por parte de ACTC.[23]
  - Ford Mustang: Este modelo de origen estadounidense fue presentado entre las décadas del 60 y 70, siendo su presentación favorecida por el reglamento que permitía la libertad de preparación de coches, aunque respetando el origen nacional de los motores. Para ello, este coche fue equipado con un V8 de producción argentina, con el cual se equipaba a las camionetas Ford F-100. Durante su participación en la categoría, este coche fue utilizado como representativo del equipo oficial Ford y tuvo sus más destacadas actuaciones durante la temporada 1967 con Óscar Cabalén al volante, incluida una victoria en la XII Vuelta de La Pampa, siendo la única de este modelo.[24][25]
- El grupo Chrysler estuvo representado en el Turismo Carretera por varias de sus marcas filiales, siendo Dodge la única que obtuvo títulos de todas ellas, siendo todos ellos ganados por el modelo Dodge GTX. Sin embargo, otros modelos también supieron competir llegando a obtener victorias.
  - Dodge 6c Cupé: Este modelo disputó y ganó la segunda competencia oficial del Turismo Carretera en el Circuito Correntino "Corrientes - Goya - Corrientes" en 1937. Siendo pilotado por Raúl Melo Fajardo, logró la primera victoria de la marca.[26][27][28]
  - Dodge Polara: Este modelo no era otra cosa que la versión sedán de 4 puertas del Dodge GTX. Fue presentado en 1968 como reemplazante de la línea Valiant y como coche insignia de la marca Dodge y de los equipos oficiales de la Comisión de Competencias de Concesionarios Chrysler (CCCC). Durante su participación en la categoría, en los años 70, el Polara supo obtener triunfos en competencias finales, teniendo como principales referentes a pilotos como Juan Manuel Bordeu y Octavio Suárez. Su participación en el TC se vio finalmente eclipsada por la presencia de su similar Dodge GTX.[29]
  - Dodge 1500: Este modelo del segmento C, de dimensiones inferiores a los habituales coches que participaron en esta categoría, supo integrarse al parque automotor del TC entre las décadas del 70 y 80. Durante su incursión supo obtener dos victorias a lo largo de los años, siendo el primero de ellos a manos de José Miguel Pontoriero y el segundo por parte de Carlos Pairetti. Estos triunfos marcaron un hito en la historia del TC, debido a que los mismos fueron obtenidos con vehículos con motores de 4 cilindros en línea, contra los coches habituales de 6 cilindros. La efectividad demostrada, provocó una apertura reglamentaria que animó a otros pilotos a preparar coches de similares características al 1500, lo cual finalmente fue detenido en 1979, al ser creada la categoría TC2000 para competir exclusivamente con esta clase de vehículos.
  - Plymouth: Esta marca de vehículos participó en las primeras décadas del TC, teniendo como principal referente a Arturo Kruuse.[30] Su presencia se diluyó con el paso del tiempo, siendo relegada por la marca Dodge. Finalmente y tras varias décadas de ausencia, un modelo derivado del estadounidense Plymouth Valiant fue presentado durante las décadas del 60 y 70 para competir en el, pero fue rebautizado en Argentina bajo su propia marca.
  - De Soto: Esta marca también perteneciente al grupo Chrysler, tuvo esporádicas participaciones siendo a su vez la segunda marca del grupo en obtener un triunfo (por detrás de Dodge y por delante de Valiant). Su única victoria la obtuvo el 4 de julio de 1965 en la Vuelta de Córdoba, de la mano de Hugo Gimeno.
  - Línea Valiant: Esta gama de modelos fue presentada como la primera serie de vehículos compactos que representaron los intereses de Chrysler en el automovilismo argentino. Tanto los modelos Valiant II (derivado del estadounidense Plymouth Valiant), como los Valiant III y IV (derivados del estadounidense Dodge Dart), supieron ser utilizados por los equipos oficiales de la CCCC. Al mismo tiempo, su mecánica supo ser utilizada para el desarrollo de los más diversos prototipos y/o para motorizar modelos híbridos. Por otra parte, Valiant fue la tercera marca de Chrysler (por detrás de Dodge y De Soto) en obtener un triunfo, siendo este logrado por el modelo Valiant II de la mano del piloto Carlos Löeffel.
- Volvo: Esta marca de origen sueco ingresó al Turismo Carretera en 1965, debido a una disposición que reglamentó la participación en la categoría de vehículos homologados para la categoría Turismo Mejorado (hoy Turismo Nacional), por causa de una crisis en la industria carburífera. En su primera participación (corrida el 6 de enero de 1965, en la Semana de la Velocidad de Villa Carlos Paz), el piloto Carlos Pairetti obtuvo la victoria al comando de un modelo Volvo Amazon (Volvo 122S), lo que le permitió a Volvo el ingreso al grupo de marcas que obtuvieron por lo menos una victoria a lo largo de la historia de la categoría. Al mismo tiempo, fue la primera y única marca en obtener un triunfo por fuera del llamado grupo de los cuatro grandes del automovilismo argentino.[31]

Otras marcas y modelos

- Nash: participó durante las décadas del 30 y 40. Tras su fusión con Hudson, se dio origen a la American Motors Corporation, compañía matriz del IKA Torino.
- Hudson: participó entre las décadas del 30 y 40.
- Studebaker: participó entre las décadas del 30 y 40.
- Renault Dauphine: Este modelo de Renault fue presentado en 1966 en su variante Renault 1093, siendo preparado por Oreste Berta y piloteado por Eduardo Copello y Gastón Perkins. Esta unidad fue elegida para conformar el primer equipo oficial de Industrias Kaiser Argentina.
- DKW Auto Unión 1000 S: Este modelo fue presentado a mediados de los años 1960, teniendo como principal referente a Héctor Luis Gradassi.
- Volkswagen Tipo 1: Conocido en Argentina como Escarabajo, este coche supo ser de la partida en la competencia del 6 de enero de 1965, en la cual su piloto Gualterio Brenner finalizó la competencia en el quinto lugar.
- Peugeot: La marca francesa tuvo diversas participaciones en el TC, siendo representada por los modelos 404 y 504. Sus incursiones fueron propicias por las mismas causas que hicieron ingresar al Volvo Amazon en la década del '60, aunque a diferencia de esta marca, tuvo mayor y más prolongada participación. El modelo 404, supo incursionar entre las décadas de los 60 y de los 70, teniendo como principales referentes a Arturo Dubourg y a Dora Bavio, una de las primeras mujeres en competir en la historia de la disciplina. Por su parte, el 504 tuvo participaciones entre las décadas de los '70 y de los 80, teniendo entre otros referentes a Norberto Castañón. La presencia de Peugeot le permitió ser la quinta marca de la categoría hasta la temporada 1981, cuando el 20 de septiembre de ese año y por la segunda fecha del Torneo Lizeviche-Galíndez, se presentaba por última vez Nicolás Mauro, al comando de un Peugeot 504.[32]
- Fiat: La marca italiana tuvo también sus participaciones dentro del Turismo Carretera. Al sancionarse el reglamento que permitía el ingreso de coches del Turismo Anexo J, Fiat ingresó primeramente con los modelos 1600, encontrando otro ámbito donde rivalizar con la francesa Peugeot. Precisamente Fiat fue la que tuvo el mejor resultado entre ambas, cuando en la 7.ª Vuelta de Salto corrida el 24 de mayo de 1970, Carlos Giay finalizó en segunda colocación al comando de su Fiat 1500 Coupé Vignale.[33] Además del 1600, también formaron parte los 1500 Coupé y las más modernas 125 Sport.

### Las 48 marcas que participaron en el Turismo Carretera
| Alfa Romeo                   | Bergantín       | BMW           | Borgward    | Buick    |
| Cadillac                     | Chevrolet       | Citroën       | Mini Cooper | De Carlo |
| DeSoto                       | Delahaye        | DKW           | Dodge       | Fiat     |
| Ford                         | DINFIA Graciela | Graham-Paige  | Hillman     | Hudson   |
| Hupmobile                    | Isard           | Kaiser        | Lancia      | Lincoln  |
| Mercury                      | Nash            | Oldsmobile    | Opel        | Panhard  |
| Peerlees                     | Peugeot         | Plymouth      | Pontiac     | Rambler  |
| Renault                      | REO             | Riley         | Rochamton   | Simca    |
| Studebaker                   | Torino          | Toyota        | Volkswagen  | Volvo    |
| Wanderer                     | Willys          | Mercedes-Benz |             |          |
| Negrita: Marcas en actividad |                 |               |             |          |

## Especificaciones técnicas
Especificaciones técnicas de los autos de Turismo Carretera:
- Construcción del chasis: tubular
- Motor: seis cilindros en línea, de 3260 a 3310 cc (según la marca), aspiración natural
- Sistema de inyección de combustible: 2 carburadores de doble cuerpo Weber 48-48 IDA
- Capacidad de combustible: tanque de 100 litros (26 galones)
- Combustible: Shell V-Power
- Neumáticos: Neumáticos de Avanzada (NA) de 16 pulgadas
- Peso mínimo: 1,300 a 1,315 kg (según la marca)
- Potencia del motor: aproximadamente 450 HP a 9,000 RPM
- Ancho máximo de trocha trasera: 2,010 mm
- Distancia entre ejes: entre 2,723 mm y 2,849 mm (según la marca)
- Caja de cambios: Sáenz TT3 de 6 velocidades + reversa con power shift
- Dirección: cremallera

## Campeones

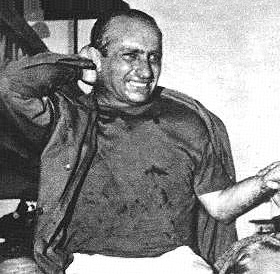
Juan Manuel Fangio, bicampeón de TC en 1940 y 1941.

| Año                               | Piloto                            | Marca                             | Observaciones                     |
| Campeonato Argentino de Velocidad | Campeonato Argentino de Velocidad | Campeonato Argentino de Velocidad | Campeonato Argentino de Velocidad |
| --------------------------------- | --------------------------------- | --------------------------------- | --------------------------------- |
| 1937                              | Eduardo Pedrazzini                | Ford V8                           | (1), (2)                          |
| 1938                              | Ricardo Risatti I                 | Ford V8                           |                                   |
| Turismo Carretera                 |                                   |                                   |                                   |
| 1939                              | Ángel Lo Valvo                    | Ford V8                           | (3)                               |
| 1940                              | Juan Manuel Fangio                | Chevrolet Master                  | (4)                               |
| 1941                              | Juan Manuel Fangio                | Chevrolet Master                  | (5)                               |
| 1942                              | Desierto                          | Desierto                          | (6)                               |
| 1943- 1946                        | No hubo campeonato                | No hubo campeonato                | (7)                               |
| 1947                              | Oscar Alfredo Gálvez              | Ford V8                           |                                   |
| 1948                              | Oscar Alfredo Gálvez              | Ford V8                           |                                   |
| 1949                              | Juan Gálvez                       | Ford V8                           |                                   |
| 1950                              | Juan Gálvez                       | Ford V8                           |                                   |
| 1951                              | Juan Gálvez                       | Ford V8                           | (8)                               |
| 1952                              | Juan Gálvez                       | Ford V8                           | (9)                               |
| 1953                              | Oscar Alfredo Gálvez              | Ford V8                           |                                   |
| 1954                              | Oscar Alfredo Gálvez              | Ford V8                           |                                   |
| 1955                              | Juan Gálvez                       | Ford V8                           | (10)                              |
| 1956                              | Juan Gálvez                       | Ford V8                           | (11)                              |
| 1957                              | Juan Gálvez                       | Ford V8                           | (12)                              |
| 1958                              | Juan Gálvez                       | Ford V8                           | (13)                              |
| 1959                              | Rodolfo De Álzaga                 | Ford V8                           |                                   |
| 1960                              | Juan Gálvez                       | Ford V8                           | (14)                              |
| 1961                              | Oscar Alfredo Gálvez              | Ford V8                           |                                   |
| 1962                              | Dante Emiliozzi                   | Ford V8                           |                                   |
| 1963                              | Dante Emiliozzi                   | Ford V8                           |                                   |
| 1964                              | Dante Emiliozzi                   | Ford V8                           |                                   |
| 1965                              | Dante Emiliozzi                   | Ford V8                           |                                   |
| 1966                              | Juan Manuel Bordeu                | Chevrolet Master                  | (15)                              |
| 1967                              | Eduardo Copello                   | Liebre Mk II Torino               | (16), (17)                        |
| 1968                              | Carlos Pairetti                   | Fast-Chevrolet                    |                                   |
| 1969                              | Gastón Perkins                    | Liebre Mk III Torino              |                                   |
| 1970                              | Luis Rubén Di Palma (Fórmula A)   | Torino 380 W                      | (18)                              |
| 1970                              | Eduardo Copello (Fórmula B)       | Liebre Mk II Torino               |                                   |
| 1971                              | Luis Rubén Di Palma               | Torino 380 W                      |                                   |
| 1972                              | Héctor Luis Gradassi              | Ford Falcon                       |                                   |
| 1973                              | Nasif Estéfano                    | Ford Falcon                       | (19)                              |
| 1974                              | Héctor Luis Gradassi              | Ford Falcon                       |                                   |
| 1975                              | Héctor Luis Gradassi              | Ford Falcon                       | (20)                              |
| 1976                              | Héctor Luis Gradassi              | Ford Falcon                       |                                   |
| 1977                              | Juan María Traverso               | Ford Falcon                       |                                   |
| 1978                              | Juan María Traverso               | Ford Falcon                       |                                   |
| 1979-80                           | Francisco Espinosa                | Chevrolet Chevy                   | (21)                              |
| 1980-81                           | Antonio Aventín                   | Dodge GTX                         | (22)                              |
| 1981                              | Roberto Mouras                    | Dodge GTX                         | (23)                              |
| 1982                              | Jorge Martínez Boero              | Ford Falcon                       |                                   |
| 1983                              | Roberto Mouras                    | Dodge GTX                         |                                   |
| 1984                              | Roberto Mouras                    | Dodge GTX                         |                                   |
| 1985                              | Roberto Mouras                    | Dodge GTX                         | (24)                              |
| 1986                              | Oscar Angeletti                   | Dodge GTX                         |                                   |
| 1987                              | Oscar Castellano                  | Dodge GTX                         |                                   |
| 1988                              | Oscar Castellano                  | Dodge GTX                         |                                   |
| 1989                              | Oscar Castellano                  | Ford Falcon                       | (25)                              |
| 1990                              | Emilio Satriano                   | Chevrolet Chevy                   |                                   |
| 1991                              | Oscar Aventín                     | Ford Falcon                       |                                   |
| 1992                              | Oscar Aventín                     | Ford Falcon                       |                                   |
| 1993                              | Walter Hernández                  | Ford Falcon                       |                                   |
| 1994                              | Eduardo Ramos                     | Ford Falcon                       |                                   |
| 1995                              | Juan María Traverso               | Chevrolet Chevy                   |                                   |
| 1996                              | Juan María Traverso               | Chevrolet Chevy                   |                                   |
| 1997                              | Juan María Traverso               | Chevrolet Chevy                   |                                   |
| 1998                              | Guillermo Ortelli                 | Chevrolet Chevy                   |                                   |
| 1999                              | Juan María Traverso               | Ford Falcon                       |                                   |
| 2000                              | Guillermo Ortelli                 | Chevrolet Chevy                   |                                   |
| 2001                              | Guillermo Ortelli                 | Chevrolet Chevy                   |                                   |
| 2002                              | Guillermo Ortelli                 | Chevrolet Chevy                   |                                   |
| 2003                              | Ernesto Bessone II                | Dodge Cherokee                    |                                   |
| 2004                              | Omar Martínez                     | Ford Falcon                       |                                   |
| 2005                              | Juan Manuel Silva                 | Ford Falcon                       |                                   |
| 2006                              | Norberto Fontana                  | Dodge Cherokee                    |                                   |
| 2007                              | Christian Ledesma                 | Chevrolet Chevy                   | (26)                              |
| 2008                              | Guillermo Ortelli                 | Chevrolet Chevy                   | (27)                              |
| 2009                              | Emanuel Moriatis                  | Ford Falcon                       |                                   |
| 2010                              | Agustín Canapino                  | Chevrolet Chevy                   | (28)                              |
| 2011                              | Guillermo Ortelli                 | Chevrolet Chevy                   |                                   |
| 2012                              | Mauro Giallombardo                | Ford Falcon                       |                                   |
| 2013                              | Diego Aventín                     | Ford Falcon                       |                                   |
| 2014                              | Matias Rossi                      | Chevrolet Chevy                   |                                   |
| 2015                              | Omar Martínez                     | Ford Falcon                       |                                   |
| 2016                              | Guillermo Ortelli                 | Chevrolet Chevy                   |                                   |
| 2017                              | Agustín Canapino                  | Chevrolet Chevy                   |                                   |
| 2018                              | Agustín Canapino                  | Chevrolet Chevy                   |                                   |
| 2019                              | Agustín Canapino                  | Chevrolet Chevy                   |                                   |
| 2020                              | Mariano Werner                    | Ford Falcon                       |                                   |
| 2021                              | Mariano Werner                    | Ford Falcon                       |                                   |
| 2022                              | José Manuel Urcera                | Torino Cherokee                   |                                   |
| 2023                              | Mariano Werner                    | Ford Falcon                       | (29)                              |
| 2024                              | Julián Santero                    | Ford Mustang Mach I               | (30)                              |
| Fuente:                           |                                   |                                   |                                   |

### Observaciones
(1): Primer Campeón Argentino de Velocidad.

(2): Primer campeón con la marca Ford.

(3): Primer campeón de Turismo Carretera.

(4): Primer campeón con la marca Chevrolet.

(5): Primer bicampeón argentino de TC.

(6): Se habían desarrollado dos competencias ese año, sin definir un campeón.

(7): Detención total de las actividades por el cese de las importaciones, a causa de la Segunda Guerra Mundial.

(8): Primer tricampeón argentino de TC.

(9): Primer tetracampeón argentino de TC.

(10): Primer pentacampeón argentino de TC.

(11): Primer hexacampeón argentino de TC.

(12): Primer heptacampeón argentino de TC.

(13): Primer octocampeón argentino de TC.

(14): Primer nonacampeón argentino de TC.

(15): Último campeón argentino de TC con un automóvil gran tamaño de los años 1940.

(16): Primer campeón de TC con un Sport Prototipo.

(17): Primer campeón con la marca IKA.

(18): Primer campeón con un automóvil compacto de los años 1960.

(19): Primer campeón argentino de TC post mortem (murió en una competencia, antes de consagrarse).

(20): Primer campeón definido por desempate, tomando como parámetro definitorio la cantidad de victorias.

(21): Primer campeón de TC bajo la regencia directa de ACTC

(22): Primer campeón con la marca Dodge.

(23): Torneo de 5 fechas denominado Lizeviche - Galíndez (no oficial).

(24): Compitió algunas carreras con un Chevrolet Chevy.

(25): Primer campeón con dos marcas diferentes.

(26): Primer campeón argentino de TC sin copilotos.

(27): Se consagró al disputar una Play Off final de 5 fechas, contra los 12 mejores clasificados

(28): Primer campeón definido por un caso de "Default Reglamentario" (Falta de victorias del puntero del torneo)

(29): Último campeón argentino de TC con un automóvil compacto de los años 1960.

(30): Primer campeón argentino de TC con un automóvil muscle car de los años 2020.

N:Pilotos en actividad.

## Tabla general
- (ordenada por orden de marcas con más títulos)

| Marca     | Modelos                                        | Campeones                        | Campeonatos | Campeonatos | Campeonatos | Total      |
| --------- | ---------------------------------------------- | -------------------------------- | ----------- | ----------- | ----------- | ---------- |
| Ford      | Ford V8 (20 títulos de TC + 2 de C.A.V.)       | Juan Gálvez (9 títulos)          | 1949        | 1950        | 1951        | 46 títulos |
| Ford      | Ford V8 (20 títulos de TC + 2 de C.A.V.)       | Juan Gálvez (9 títulos)          | 1952        | 1955        | 1956        | 46 títulos |
| Ford      | Ford V8 (20 títulos de TC + 2 de C.A.V.)       | Juan Gálvez (9 títulos)          | 1957        | 1958        | 1960        | 46 títulos |
| Ford      | Ford V8 (20 títulos de TC + 2 de C.A.V.)       | Oscar Gálvez (5 títulos)         | 1947        | 1948        | 1953        | 46 títulos |
| Ford      | Ford V8 (20 títulos de TC + 2 de C.A.V.)       | Oscar Gálvez (5 títulos)         | 1954        | 1961        |             | 46 títulos |
| Ford      | Ford V8 (20 títulos de TC + 2 de C.A.V.)       | Dante Emiliozzi (4 títulos)      | 1962        | 1963        | 1964        | 46 títulos |
| Ford      | Ford V8 (20 títulos de TC + 2 de C.A.V.)       | Dante Emiliozzi (4 títulos)      | 1965        |             |             | 46 títulos |
| Ford      | Ford V8 (20 títulos de TC + 2 de C.A.V.)       | Eduardo Pedrazzini (1 título)    | 1937 *      |             |             | 46 títulos |
| Ford      | Ford V8 (20 títulos de TC + 2 de C.A.V.)       | Ricardo Risatti I (1 título)     | 1938 *      |             |             | 46 títulos |
| Ford      | Ford V8 (20 títulos de TC + 2 de C.A.V.)       | Ángel Lo Valvo (1 título)        | 1939        |             |             | 46 títulos |
| Ford      | Ford V8 (20 títulos de TC + 2 de C.A.V.)       | Rodolfo de Álzaga (1 título)     | 1959        |             |             | 46 títulos |
| Ford      | Ford Falcon (23 títulos)                       | Héctor Luis Gradassi (4 títulos) | 1972        | 1974        | 1975        | 46 títulos |
| Ford      | Ford Falcon (23 títulos)                       | Héctor Luis Gradassi (4 títulos) | 1976        |             |             | 46 títulos |
| Ford      | Ford Falcon (23 títulos)                       | Juan María Traverso (3 títulos)  | 1977        | 1978        | 1999        | 46 títulos |
| Ford      | Ford Falcon (23 títulos)                       | Mariano Werner (3 títulos)       | 2020        | 2021        | 2023        | 46 títulos |
| Ford      | Ford Falcon (23 títulos)                       | Oscar Aventín (2 títulos)        | 1991        | 1992        |             | 46 títulos |
| Ford      | Ford Falcon (23 títulos)                       | Omar Martínez (2 títulos)        | 2004        | 2015        |             | 46 títulos |
| Ford      | Ford Falcon (23 títulos)                       | Nasif Estéfano (1 título)        | 1973        |             |             | 46 títulos |
| Ford      | Ford Falcon (23 títulos)                       | Jorge Martínez Boero (1 título)  | 1982        |             |             | 46 títulos |
| Ford      | Ford Falcon (23 títulos)                       | Oscar Castellano (1 título)      | 1989        |             |             | 46 títulos |
| Ford      | Ford Falcon (23 títulos)                       | Walter Hernández (1 título)      | 1993        |             |             | 46 títulos |
| Ford      | Ford Falcon (23 títulos)                       | Eduardo Ramos (1 título)         | 1994        |             |             | 46 títulos |
| Ford      | Ford Falcon (23 títulos)                       | Juan Manuel Silva (1 título)     | 2005        |             |             | 46 títulos |
| Ford      | Ford Falcon (23 títulos)                       | Emanuel Moriatis (1 título)      | 2009        |             |             | 46 títulos |
| Ford      | Ford Falcon (23 títulos)                       | 2012                             |             |             |             | 46 títulos |
| Ford      | Ford Falcon (23 títulos)                       | Diego Aventín (1 título)         | 2013        |             |             | 46 títulos |
| Ford      | Ford Mustang Mach I (1 título)                 | Julián Santero (1 título)        | 2024        |             |             | 46 títulos |
| Chevrolet | Chevrolet Chevy (18 títulos)                   | Guillermo Ortelli (7 títulos)    | 1998        | 2000        | 2001        | 22 títulos |
| Chevrolet | Chevrolet Chevy (18 títulos)                   | Guillermo Ortelli (7 títulos)    | 2002        | 2008        | 2011        | 22 títulos |
| Chevrolet | Chevrolet Chevy (18 títulos)                   | Guillermo Ortelli (7 títulos)    | 2016        |             |             | 22 títulos |
| Chevrolet | Chevrolet Chevy (18 títulos)                   | Agustín Canapino (4 títulos)     | 2010        | 2017        | 2018        | 22 títulos |
| Chevrolet | Chevrolet Chevy (18 títulos)                   | Agustín Canapino (4 títulos)     | 2019        |             |             | 22 títulos |
| Chevrolet | Chevrolet Chevy (18 títulos)                   | Juan María Traverso (3 títulos)  | 1995        | 1996        | 1997        | 22 títulos |
| Chevrolet | Chevrolet Chevy (18 títulos)                   | Francisco Espinosa (1 título)    | 1979-80     |             |             | 22 títulos |
| Chevrolet | Chevrolet Chevy (18 títulos)                   | Emilio Satriano (1 título)       | 1990        |             |             | 22 títulos |
| Chevrolet | Chevrolet Chevy (18 títulos)                   | Christian Ledesma (1 título)     | 2007        |             |             | 22 títulos |
| Chevrolet | Chevrolet Chevy (18 títulos)                   | Matías Rossi (1 título)          | 2014        |             |             | 22 títulos |
| Chevrolet | Chevrolet Master (cupé) (3 títulos)            | Juan Manuel Fangio (2 títulos)   | 1940        | 1941        |             | 22 títulos |
| Chevrolet | Chevrolet Master (cupé) (3 títulos)            | Juan Manuel Bordeu (1 título)    | 1966        |             |             | 22 títulos |
| Chevrolet | Fast-Chevrolet (1 título)                      | Carlos Pairetti (1 título)       | 1968        |             |             | 22 títulos |
| Dodge     | Dodge Polara (5 títulos) Dodge GTX (3 títulos) | Roberto Mouras (4 títulos)       | 1981 **     | 1983        | 1984        | 10 títulos |
| Dodge     | Dodge Polara (5 títulos) Dodge GTX (3 títulos) | Roberto Mouras (4 títulos)       | 1985        |             |             | 10 títulos |
| Dodge     | Dodge Polara (5 títulos) Dodge GTX (3 títulos) | Oscar Castellano (2 títulos)     | 1987        | 1988        |             | 10 títulos |
| Dodge     | Dodge Polara (5 títulos) Dodge GTX (3 títulos) | Antonio Aventín (1 título)       | 1980/81     |             |             | 10 títulos |
| Dodge     | Dodge Polara (5 títulos) Dodge GTX (3 títulos) | Oscar Angeletti (1 título)       | 1986        |             |             | 10 títulos |
| Dodge     | Dodge Cherokee (2 títulos)                     | Ernesto Bessone II (1 título)    | 2003        |             |             | 10 títulos |
| Dodge     | Dodge Cherokee (2 títulos)                     | Norberto Fontana (1 título)      | 2006        |             |             | 10 títulos |
| Torino    | Liebre-Torino (3 títulos)                      | Eduardo Copello (2 títulos)      | 1967        | 1970 ***    |             | 6 títulos  |
| Torino    | Liebre-Torino (3 títulos)                      | Gastón Perkins (1 título)        | 1969        |             |             | 6 títulos  |
| Torino    | Torino 380 W (2 títulos)                       | Luis Rubén Di Palma (2 títulos)  | 1970 ***    | 1971        |             | 6 títulos  |
| Torino    | Torino Cherokee (1 título)                     | José Manuel Urcera (1 título)    | 2022        |             |             | 6 títulos  |

Referencias:
- (*): Campeonatos Argentinos de Velocidad, predecesores del Turismo Carretera
- (**): Torneo especial de 5 fechas, corrido en homenaje a Antonio Lizeviche y Víctor Galíndez
- (***): Campeonatos de Fórmula A y Fórmula B.

## Pilotos más ganadores

### Pilotos con más títulos ganados
En negrita, los corredores en actividad.
| Piloto               | Total |
| -------------------- | ----- |
| Juan Gálvez          | 9     |
| Guillermo Ortelli    | 7     |
| Juan María Traverso  | 6     |
| Óscar Gálvez         | 5     |
| Dante Emiliozzi      | 4     |
| Héctor Luis Gradassi | 4     |
| Agustín Canapino     | 4     |
| Roberto Mouras       | 3     |
| Oscar Castellano     | 3     |
| Mariano Werner       | 3     |

### Pilotos con más carreras ganadas
En negrita, los corredores en actividad.
- Juan Gálvez: 56 victorias
- Roberto Mouras: 50 victorias
- Juan María Traverso: 46 victorias
- Óscar Gálvez: 43 victorias
- Dante Emiliozzi: 42 victorias
- Omar Martínez: 33 victorias
- Guillermo Ortelli: 32 victorias
- Héctor Luis Gradassi: 30 victorias
- Mariano Werner: 28 victorias
- Oscar Castellano: 27 victorias
- Emilio Satriano: 27 victorias
- Christian Ledesma: 26 victorias
- Matías Rossi: 26 victorias
- Oscar Aventín: 24 victorias
- Carlos Pairetti: 22 victorias
- Juan Manuel Bordeu: 21 victorias
- Eduardo Copello: 21 victorias
- Luis Rubén Di Palma: 20 victorias
- Fabián Acuña: 18 victorias
- Marcos Ciani: 17 victorias
- Eduardo Ramos: 16 victorias
- Diego Aventín: 16 victorias
- Juan Antonio De Benedictis: 16 victorias

Actualizado en octubre de 2024

## Victorias por marca
A continuación se detallan la cantidad de victorias por marca en cada década. En cada temporada, se llevaron a cabo carreras oficiales, carreras especiales para no ganadores y carreras no oficiales. En este listado, se detallan las victorias de cada marca en competencias oficiales y para no ganadores.
| Décadas | Marcas | Marcas | Marcas | Marcas | Marcas | Marcas |
| Décadas |        |        |        |        |        |        |
| 1930-40 | 25     | 18     | 1      | -      | -      | -      |
| 1950    | 135    | 35     | -      | -      | -      | -      |
| 1960    | 117    | 103    | 6 *    | 39     | -      | 1      |
| 1970    | 71     | 23     | 23 *   | 26     | -      | -      |
| 1980    | 37     | 35     | 86     | -      | -      | -      |
| 1990    | 82     | 71     | 7      | -      | -      | -      |
| 2000    | 76     | 57     | 16     | 9      | -      | -      |
| 2010    | 52     | 58     | 20     | 27     | -      | -      |
| 2020    | 32     | 19     | 12     | 13     | 3      | -      |
| Total   | 627    | 419    | 171    | 114    | 3      | 1      |

- Estadísticas actualizadas hasta la competencia del 10 de agosto de 2025
*: Se le computan victorias de las marcas De Soto y Valiant, ya que las mismas eran propiedad de Chrysler, marca matriz de Dodge.

## Transmisiones

### Radio
El Turismo Carretera comenzó a transmitirse en directo por radio en la década de 1970 a través de La 990 AM, luego en 1982 pasó a transmitirse en vivo por Radio El Mundo con la producción de Campeones. Además desde 1997 hasta 2010 y también con la producción de  Campeones, fue transmitido en vivo por Radio Rivadavia.

### Televisión
El Turismo Carretera comenzó a transmitirse en directo por televisión en la década de 1980 a través de ATC, con el equipo periodístico de ATC Deportes, Coche A La Vista Televisión, Raies Producciones y Caros Publicidad, brevemente en Buenos Aires III de 1988 lo transmitió Canal 11 de Buenos Aires y desde mediados de la temporada 1989 por Campeones del Camino y ATC Deportes luego en 1990 paso a transmitirse en vivo por Telefe con la producción de Carburando. Asimismo desde el año 1992 hasta 2011 y también con la producción de Carburando, fue transmitido en vivo por El Trece. A partir de 2012 hasta la actualidad, es transmitido en vivo por Carreras Argentinas a través de los canales Televisión Pública Argentina y DeporTV.

## Artículos relacionados
- TC Pista
- TC Mouras
- TC Pista Mouras
- TC Pick Up
- TC Pista Pick Up
- TC Junior